# Cure Bowl 2015
Match suivant
Le Cure Bowl 2015 est un match de football américain de niveau universitaire joué après la saison régulière de 2015, le 19 décembre 2015 au Camping World Stadium (anciennement dénommé le Citrus Bowl) d'Orlando en Floride.
Il s'agit de la 1re édition du Cure Bowl.
Le match met en présence les équipes de San Jose State issue de la Mountain West Conference et de Georgia State issue de la Sun Belt Conference.
Il a débuté à 19:09 heure locale et a été retransmis en télévision sur CBS Sports Network.
Sponsorisé par la société AutoNation, le match est officiellement dénommé l'AutoNation Cure Bowl.
San Jose State gagne le match sur le score de 27 à 16.

## Présentation du match
| Équipes                                                                             | Conférences | Entraîneurs  | Stats. saison rég. |
| ----------------------------------------------------------------------------------- | ----------- | ------------ | ------------------ |
| Spartans de San Jose State                                                          | MWC         | Ron Caragher | 5-7                |
| Panthers de Georgia State                                                           | Sun Belt    | Trent Miles  | 6-6                |
| Arbitre : Steve LaMantia Équipe donnée favorite par les bookmakers : San Jose State |             |              |                    |

Il s'agit de la toute 1re rencontre entre ces deux équipes.

### Spartans de San Jose State
Ils terminent 3e de la  Division West de la Mountain West Conference derrière San Diego State et Nevada, avec un bilan en division de 4 victoires et 4 défaites.
Avec un bilan global en saison régulière de 5 victoires et 7 défaites, San Jose State n'est à priori pas éligible pour un bowl d'après saison mais le nombre d'équipe éligible (seulement 77) n'étant pas suffisant pour compléter tous les bowls, trois équipes sont repêchées sont les Spartans. Ils acceptent dès lors l'invitation à participer au Cure Bowl de 2015.
À l'issue de la saison 2015 (bowl compris), ils n'apparaissent pas dans les classements CFP, AP et Coaches.

### Panthers de Georgia State
Avec un bilan global en saison régulière de 6 victoires et 6 défaites, Georgia State est éligible et accepte l'invitation pour participer au Cure Bowl de 2014.
Ils terminent 4e de la Sun Belt Conference derrière Arkansas State, Appalachian State et Georgia Southern.
À l'issue de la saison 2015 (bowl compris), ils n'apparaissent pas dans les classements CFP, AP et Coaches.
Il s'agit de leur première apparition à un bowl d'après saison FBS (Football Bowl Subdivision) soit 7 années après que le programme de football américain fut approuvé au sein de l'université, 5 années après son début en compétition et 2 années après son intégration au sein de la Div. I (NCAA) FBS. L'université égale ainsi la performance de South Alabama qui l'avait réalisée en 2014.

## Résumé du match
Température: 58 °F, Vent de NNE et de 13 miles/h, Temps clair.
Début de match à 19:09 heure locale, fin à 22:39 pour un temps de jeu de 03:30.
| QT          | Temps       | Drive       | Drive       | Drive       | Équipe      | Description de l'action | Score | Score |
| QT          | Temps       | Jeux        | Yards       | TDP         | Équipe      | Description de l'action | SJS   | GS    |
| ----------- | ----------- | ----------- | ----------- | ----------- | ----------- | --- | ----- | ----- |
| 2           | 11:05       | 14          | 75          | 07:36       | SJS         | FG de 19 yards par kicker Austin Lopez                                                                                                   | 3     | 0     |
| 2           | 08:56       | -           | -           | -           | SJS         | TD à la suite d'un retour de punt de 85 yards par RB Tyler Ervin + 1 point de conversion par kicker Austin Lopez                         | 10    | 0     |
| 2           | 07:04       | 5           | 87          | 01:52       | GA          | TD de 38 yards par WR Donovan Harden à la suite d'une réception de passe de QB Nick Arbuckle + 1 point de conversion par kicker Wil Lutz | 10    | 7     |
| 3           | 00:02       | 8           | 33          | 03:20       | SJS         | FG de 19 yards par kicker Austin Lopez                                                                                                   | 13    | 7     |
| 4           | 12:44       | 4           | -3          | 01:16       | GA          | Safety | 13    | 9     |
| 4           | 10:46       | 4           | 36          | 01:58       | GA          | TD de 19 yards par WR Todd Boyd à la suite d'une réception de passe de QB Nick Arbuckle + 1 point de conversion par kicker Wil Lutz      | 13    | 16    |
| 4           | 09:15       | 3           | 66          | 01:31       | SJS         | TD à la suite d'une course de 42 yards par QB Kenny Potter + 1 point de conversion par kicker Austin Lopez                               | 20    | 16    |
| 4           | 02:40       | 11          | 49          | 05:10       | SJS         | TD d'1 yard par TE Josh Oliver à la suite d'une réception de passe de QB Kenny Potter + 1 point de conversion par kicker Austin Lopez    | 27    | 16    |
| Score final | Score final | Score final | Score final | Score final | Score final | Score final | 27    | 16    |

## Statistiques[7]
| Statistiques par Équipes               | Statistiques par Équipes  | Statistiques par Équipes |
| Statistiques                           | SJS                       | GA                       |
| -------------------------------------- | ------------------------- | ------------------------ |
| 1er downs                              | 20                        | 11                       |
| Conversion de 3e Down                  | 6/15                      | 1/10                     |
| Conversion de 4e Down                  | 0/1                       | 0/1                      |
| Jeux–yards                             | 286 jeux pour 73 yards    | 231 jeux pour 49 yards   |
| Yards à la course                      | 197 yards pour 54 courses | 23 yards pour 20 courses |
| Yards à la passe                       | 89                        | 208                      |
| Passes : Réussies-Tentées-Interceptées | 10/19, 1 int.             | 14/29, 1 int.            |
| Réussite en zone rouge/chances         | 3/3                       | 1/1                      |
| TD                                     | 3                         | 2                        |
| Field Goals                            | 2/2                       | 0/0                      |
| Sacks (Nombre-Yards gagnés)            | 4/22 yards gagnés         | 2/15 yards gagnés        |
| Fumbles (Nombre/Perdus)                | 3/0                       | 2/0                      |
| Pénalités (Nombre/Yards perdus)        | 5 pour 48 yards perdus    | 6 pour 73 yards perdus   |
| Temps de possession                    | 38:19                     | 21:41                    |

| Meilleur Joueur (MVP) | Meilleur Joueur (MVP) | Meilleur Joueur (MVP) |
| --------------------- | --------------------- | --------------------- |
| Nom                   | Équipe                | Poste                 |
| Kenny Potter          | QB                    | San Jose State        |

| Statistiques Individuelles | Statistiques Individuelles | Statistiques Individuelles                     |
| -------------------------- | -------------------------- | ---------------------------------------------- |
| Quaterbacks                |                            |                                                |
| SJS                        | Potter, Kenny              | 10/19, 1 int., 89 yards, 1 TD et 2 sacks subis |
| GA                         | Arbuckle, Nick             | 14/29, 1 int., 208 yards et 2 sacks subis      |
| Meilleurs Coureurs         |                            |                                                |
| SJS                        | Ervin, Tyler               | 30 courses pour 132 yards                      |
| GA                         | Smith, Glenn               | 6 courses pour 22 yards                        |
| Meilleurs Receveurs        |                            |                                                |
| SJS                        | Holmes, Justin             | 3 réceptions pour 48 yards                     |
| GA                         | Werts, Ari                 | 3 réceptions pour 63 yards                     |
| Meilleurs Tackleurs        |                            |                                                |
| SJS                        | Tago, Christian            | 5 tackles en solo et 3 assistes                |
| GA                         | Ringer, Kaleb              | 6 tackles en solo et 5 assistes                |